# Chihuahua (by)
 For alternative betydninger, se Chihuahua. (Se også artikler, som begynder med Chihuahua)
Chihuahua er navnet på hovedstaden i delstaten Chihuahua i Mexico. Byen har ca. 720.000 indbyggere (ca. 850.000 med forstæder – begge tal fra 2006).
Byen blev grundlagt 12. oktober 1709 under navnet Real de San Francisco de Cuellar, og det var først i 1824 den fik sit nuværende navn. Navnet betyder 'tørt sandområde' eller måske 'sted, hvor man laver sække'.
Chihuahua har stor økonomisk betydning i Mexico med en velstand, der bygger på industri og landbrug. Endvidere har den mange historiske minder med bygninger i kolonistil, museer og huse, hvor betydelige mexicanske ledere har boet, f.eks. Benito Juarez, Pancho Villa og Simon Bolivar.
Byen ligger i 1.500 m højde og har et tørt og varmt klima det meste af året.